# Antonio Mura (vescovo)
Antonio Mura (Bortigali, 28 dicembre 1952) è un vescovo cattolico italiano, dal 2 luglio 2019 vescovo di Nuoro e dal 9 aprile 2020 vescovo di Lanusei.

## Biografia
Nasce a Bortigali, in provincia di Nuoro e diocesi di Alghero-Bosa, il 28 dicembre 1952. È noto con il nome di Antonello.

### Formazione e ministero sacerdotale
Compie gli studi superiori presso l'istituto tecnico per geometri di Macomer, e, dopo due anni di università, dal 1974 frequenta il seminario. Consegue presso l'Università Pontificia Salesiana il baccalaureato in Filosofia e in Teologia, quindi la licenza in Teologia Dogmatica presso la Pontificia Facoltà Teologica della Sardegna e la laurea in Pedagogia e in Filosofia, all'Università degli Studi di Sassari.
Il 1º agosto 1979 è ordinato presbitero, nella chiesa parrocchiale di santa Maria degli Angeli a Bortigali, dall'arcivescovo Francesco Spanedda. Il primo incarico che ricopre è quello di viceparroco nella parrocchia di San Francesco a Macomer.
Svolge poi il suo ministero come viceparroco presso la parrocchia di San Leonardo a Villanova Monteleone. Nel 1982 viene nominato animatore del Seminario regionale sardo di Cagliari e, due anni dopo, caporedattore del giornale diocesano Dialogo; nel 1985 il vescovo Giovanni Pes lo nomina direttore spirituale presso i seminari minori di Alghero e di Bosa e, nel 1986, responsabile della pastorale giovanile diocesana (in questi anni svolge anche il ruolo di direttore del Centro regionale vocazioni). Nel 1988 lo stesso vescovo lo nomina parroco di San Leonardo a Villanova Monteleone e nel 1991 parroco della Natività di Maria a Santa Maria La Palma. Nel 1993 è nominato direttore dell'Ufficio liturgico diocesano e rettore del seminario diocesano, ruoli svolti sino al 2009. Dal 2007 al 2010 è anche provicario generale della diocesi. È docente presso vari istituti superiori della zona e dell'Istituto Superiore di Scienze Religiose di Sassari.
Dal 2012 al 2014 è vicario episcopale per la cultura e parroco della parrocchia del Santissimo Nome di Gesù in Alghero.

### Ministero episcopale
Il 31 gennaio 2014 papa Francesco lo nomina vescovo di Lanusei; succede ad Antioco Piseddu, dimessosi per raggiunti limiti di età. Il 25 marzo successivo riceve l'ordinazione episcopale, nella concattedrale dell'Immacolata Concezione di Bosa, dall'arcivescovo Giovanni Angelo Becciu (poi cardinale), co-consacranti il vescovo Mauro Maria Morfino e l'arcivescovo Arrigo Miglio. Il 27 aprile prende possesso della diocesi.
Il 2 luglio 2019 lo stesso papa lo nomina vescovo di Nuoro, lasciandolo al contempo amministratore apostolico di Lanusei; succede a Mosè Marcia, dimessosi per raggiunti limiti di età. Il 15 settembre 2019 prende possesso della diocesi, nella cattedrale di Santa Maria della Neve a Nuoro.
Il 14 gennaio 2020 è eletto presidente della Conferenza episcopale sarda e, in quanto tale, ricopre anche l'incarico di gran cancelliere della Pontificia facoltà teologica della Sardegna.
Il 9 aprile 2020, avendo papa Francesco unito in persona episcopi le diocesi di Nuoro e Lanusei, è nominato nuovamente vescovo di quest'ultima sede, di cui prende possesso il successivo 27 maggio.
Dal 2022, collabora con il quotidiano Avvenire, per cui ha curato la rubrica Cartolina dal Sinodo, in cui raccontava la propria esperienza alla prima sessione della XVI assemblea generale ordinaria del Sinodo dei vescovi nell'ottobre del 2023.
Il 7 febbraio 2024, ha moderato un confronto pubblico fra i candidati alle elezioni regionali in Sardegna, organizzato al teatro San Giuseppe di Nuoro.

## Genealogia episcopale
La genealogia episcopale è:
- Cardinale Scipione Rebiba
- Cardinale Giulio Antonio Santori
- Cardinale Girolamo Bernerio, O.P.
- Arcivescovo Galeazzo Sanvitale
- Cardinale Ludovico Ludovisi
- Cardinale Luigi Caetani
- Cardinale Ulderico Carpegna
- Cardinale Paluzzo Paluzzi Altieri degli Albertoni
- Papa Benedetto XIII
- Papa Benedetto XIV
- Papa Clemente XIII
- Cardinale Marcantonio Colonna
- Cardinale Giacinto Sigismondo Gerdil, B.
- Cardinale Giulio Maria della Somaglia
- Cardinale Carlo Odescalchi, S.I.
- Vescovo Eugène de Mazenod, O.M.I.
- Cardinale Joseph Hippolyte Guibert, O.M.I.
- Cardinale François-Marie-Benjamin Richard
- Cardinale Pietro Gasparri
- Cardinale Clemente Micara
- Cardinale Antonio Samorè
- Cardinale Angelo Sodano
- Cardinale Giovanni Angelo Becciu
- Vescovo Antonio Mura

## Araldica
| Stemma | Descrizione |
| ------ | --- |
|        | - l'immagine del Buon Pastore; - le montagne, che ricordano il Monte Santu Padre, che sovrasta Bortigali, città di origine del vescovo; - il mare, sul quale si affacciano la diocesi di Lanusei e la diocesi di Alghero-Bosa; - il faraglione, che simboleggia l'Ogliastra; - il sole, che indica Dio; - la stella a dodici punte, che rappresenta Maria. |